# 2008年北京オリンピックの自転車競技・男子マディソン
2008年北京オリンピックの自転車競技・男子マディソン（2008ねんペキンオリンピックのじてんしゃきょうぎ・だんしマディソン）は、2008年8月19日、老山自転車館（老山ベロドローム）で行われた。

## 結果
| 順位 | ペア名                                                                           | 獲得 ポイント | ポイント 内訳                 | 周回遅れ |
| ---- | -------------------------------------------------------------------------------- | ------------- | ----------------------------- | -------- |
| 1    | フアン・エステバン・クルチェト ワルテル・フェルナンド・ペレス アルゼンチン (ARG) | 8             | 03…5P 07…1P 08…2P             |          |
| 2    | ホアン・リャネラス トニ・タウレル スペイン (ESP)                                 | 7             | 06…5P 10…2P                   |          |
| 3    | ミハイル・イグナティエフ アレクセイ・マルコフ ロシア (RUS)                       | 6             | 02…3P 04…2P 08…1P             |          |
| 4    | イルヨ・カイセ ケニー・デケテル ベルギー (BEL)                                   | 17            | 01…1P 02…5P 04…1P 08…5P 09…5P | -1       |
| 5    | ロゲル・クルーゲ オラフ・ポラク ドイツ (GER)                                     | 15            | 01…2P 03…2P 05…5P 06…3P 07…2P | -1       |
| 6    | ミカエル・メルケフ アレックス・ラスムセン デンマーク (DEN)                       | 14            | 01…5P 07…3P 09…3P 10…3P       | -1       |
| 7    | マテュー・ラダニュー ジェローム・ヌヴィユ フランス (FRA)                         | 12            | 01…2P 03…3P 05…1P 09…1P 10…5P | -1       |
| 8    | イェンス・マウリス ペーター・スヘプ オランダ (NED)                               | 6             | 06…2P 08…3P 10…1P             | -1       |
| 9    | マーク・カヴェンディッシュ ブラッドリー・ウィギンス イギリス (GBR)               | 6             | 02…1P 05…3P 09…2P             | -1       |
| 10   | グレッグ・ヘンダーソン ヘイデン・ルールストン ニュージーランド (NZL)             | 5             | 07…5P                         | -1       |
| 11   | フランコ・マルブリ ブルーノ・リシ スイス (SUI)                                   | 3             | 05…2P 07…1P                   | -1       |
| 12   | ザッカリー・ベル マーティン・ギルバート カナダ (CAN)                             | 5             | 04…5P                         | -3       |
| 13   | ミラン・カドレツ アロイス・カンコフスキー チェコ (CZE)                           | 3             | 04…3P                         | -3       |
| 14   | アンヘロ・チッコーネ ファビオ・マゾッティ イタリア (ITA)                         | 0             |                               | -3       |
| 15   | リュボミル・ポラタイコ ヴォロディミル・リビン ウクライナ (UKR)                   | 0             |                               | -3       |
| 16   | マイケル・フリードマン ボビー・リー アメリカ合衆国 (USA)                         | 3             | 02…2P 03…1P                   | -4       |

(注)
- 200周回で行われ、20周ごとにスプリントポイント地点が設けられ、通過順位4位までにポイントが付与される。内訳は、1位＝5、2位＝3、3位＝2、4位＝1。
- 途中経過のポイント数が少なくても、他選手を周回遅れにする、ラップ奪取により順位上昇が可能。なお、ラップを奪われたペアについては、『－1』（1周遅れ）などの表記が施される。
- 最終順位については、所定の周回数を走破しているペア順に優劣が決められ、同周回数の場合は、スプリントポイントの獲得が多いペアが上位となる。